# Natação no Campeonato Mundial de Esportes Aquáticos de 2009 - 200 m livre feminino
A prova dos 200 metros livre feminino da natação no Campeonato Mundial de Esportes Aquáticos de 2009 ocorreu nos dias 28 e 29 de julho no Stadio del Nuoto em Roma.

## Recordes
Antes desta competição, os recordes mundiais e do campeonato nesta prova eram os seguintes:
| Tipo                  | Atleta              | Tempo   | Local     | Data                | Ref |
| --------------------- | ------------------- | ------- | --------- | ------------------- | --- |
|                       | Federica Pellegrini | 1:54,47 | Riccione  | 8 de março de 2009  | ver |
| Recorde do campeonato | Laure Manaudou      | 1:55,52 | Melbourne | 28 de março de 2007 | ver |

## Medalhistas
| Ouro                      | Prata                 | Bronze             |
| Federica Pellegrini (ITA) | Allison Schmitt (USA) | Dana Vollmer (USA) |

## Resultados

### Eliminatórias
Estes são os resultados das eliminatórias:
| Pos. | Atleta                   | Tempo   | Bateria | Raia | Notas |
| ---- | ------------------------ | ------- | ------- | ---- | ----- |
| 1    | USA Dana Vollmer         | 1:55.98 | 9       | 5    |       |
| 2    | USA Allison Schmitt      | 1:56.75 | 10      | 5    |       |
| 3    | GBR Joanne Jackson       | 1:56.81 | 8       | 5    |       |
| 4    | HUN Agnes Mutina         | 1:56.84 | 9       | 2    |       |
| 5    | SLO Sara Isakovic        | 1:56.99 | 9       | 4    |       |
| 6    | ITA Federica Pellegrini  | 1:57.22 | 10      | 4    |       |
| 7    | FRA Coralie Balmy        | 1:57.30 | 9       | 3    |       |
| 8    | NED Inge Dekker          | 1:57.32 | 8       | 2    |       |
| 9    | GBR Caitlin Mcclatchey   | 1:57.44 | 9       | 6    |       |
| 10   | HUN Evelyn Verraszto     | 1:57.63 | 8       | 7    |       |
| 11   | NED Frederike Heemskerk  | 1:57.64 | 10      | 3    |       |
| 12   | CHN Yu Yang              | 1:57.83 | 8       | 6    |       |
| 13   | CHN Jiaying Pang         | 1:57.91 | 8       | 4    |       |
| 14   | AUS Stephanie Rice       | 1:58.06 | 8       | 3    |       |
| 15   | AUS Ellen Fullerton      | 1:58.10 | 9       | 7    |       |
| 16   | RUS Elena Sokolova       | 1:58.14 | 9       | 1    |       |
| 17   | JPN Haruka Ueda          | 1:58.27 | 10      | 7    |       |
| 18   | CAN Heather Maclean      | 1:58.42 | 10      | 2    |       |
| 19   | SWE Sarah Sjostrom       | 1:58.58 | 8       | 8    |       |
| 20   | CAN Alexandra Gabor      | 1:58.63 | 8       | 1    |       |
| 21   | AUT Jordis Steinegger    | 1:59.11 | 10      | 8    |       |
| 22   | SWE Gabriella Fagundez   | 1:59.54 | 10      | 1    |       |
| 23   | ITA Erica Buratto        | 2:00.08 | 9       | 0    |       |
| 24   | SVK Katarina Filova      | 2:00.11 | 6       | 3    |       |
| 25   | SIN Ting Wen Quah        | 2:00.21 | 8       | 0    |       |
| 26   | BUL Nina Rangelova       | 2:00.60 | 8       | 9    |       |
| 27   | TPE ChinKuei Yang        | 2:01.00 | 7       | 3    |       |
| 28   | KOR Jae Young Lee        | 2:01.17 | 7       | 5    |       |
| 29   | THA Natthanan Junkrajang | 2:01.28 | 7       | 8    |       |
| 30   | CYP Anna Stylianou       | 2:01.33 | 9       | 9    |       |

| Ver o restante da classificação | Ver o restante da classificação | Ver o restante da classificação | Ver o restante da classificação | Ver o restante da classificação | Ver o restante da classificação | Ver o restante da classificação |
| Pos.                            | Atleta                          | Tempo                           | Bateria                         | Raia                            | Notas                           |                                 |
| ------------------------------- | ------------------------------- | ------------------------------- | ------------------------------- | ------------------------------- | ------------------------------- | ------------------------------- |
| 31                              | ARG Cecilia Elizabeth Biagioli  | 2:01.35                         | 7                               | 7                               |                                 |                                 |
| 32                              | AUT Verena Klocker              | 2:01.58                         | 7                               | 6                               |                                 |                                 |
| 33                              | POL Katarzyna Wilk              | 2:01.72                         | 10                              | 9                               |                                 |                                 |
| 34                              | NOR Cecilie Johannessen         | 2:01.98                         | 7                               | 2                               |                                 |                                 |
| 35                              | CUB Heysi Villareal             | 2:02.17                         | 6                               | 6                               |                                 |                                 |
| 36                              | VEN Yanel Pinto                 | 2:02.32                         | 5                               | 7                               |                                 |                                 |
| 37                              | IRL Clare Dawson                | 2:02.46                         | 7                               | 0                               |                                 |                                 |
| 38                              | IRL Niamh O'sullivan            | 2:02.72                         | 7                               | 1                               |                                 |                                 |
| 39                              | COL Juanita Barreto Barreto     | 2:02.97                         | 5                               | 9                               |                                 |                                 |
| 40                              | BEL Sascha Van Den Branden      | 2:03.01                         | 7                               | 9                               |                                 |                                 |
| 41                              | EST Elina Partoka               | 2:03.28                         | 7                               | 4                               |                                 |                                 |
| 42                              | LUX Christine Mailliet          | 2:03.59                         | 6                               | 9                               |                                 |                                 |
| 43                              | SVK Katarina Listopadova        | 2:03.62                         | 5                               | 4                               |                                 |                                 |
| 44                              | MEX Liliana Ibanez              | 2:03.73                         | 6                               | 7                               |                                 |                                 |
| 45                              | SIN Xiang Qi Amanda Lim         | 2:03.89                         | 6                               | 4                               |                                 |                                 |
| 46                              | ESA Pamela Benitez              | 2:03.96                         | 6                               | 1                               |                                 |                                 |
| 47                              | PHI Erica Cirila Totten         | 2:04.26                         | 5                               | 6                               |                                 |                                 |
| 48                              | UKR Daryna Zevina               | 2:04.36                         | 1                               | 9                               |                                 |                                 |
| 49                              | ECU Nicole Marmol               | 2:04.51                         | 5                               | 5                               |                                 |                                 |
| 50                              | EST Annika Saarnak              | 2:05.15                         | 5                               | 1                               |                                 |                                 |
| 51                              | VEN Yennifer Marquez            | 2:05.27                         | 5                               | 3                               |                                 |                                 |
| 52                              | KOR Haeun Jung                  | 2:05.29                         | 5                               | 2                               |                                 |                                 |
| 53                              | PUR Kristina Bernice Lennox     | 2:05.88                         | 4                               | 3                               |                                 |                                 |
| 54                              | TUN Maroua Mathlouthi           | 2:06.23                         | 6                               | 8                               |                                 |                                 |
| 55                              | ZIM Kimberley Eeson             | 2:06.64                         | 6                               | 0                               |                                 |                                 |
| 56                              | PNG AnnaLiza Mopiojane          | 2:07.37                         | 3                               | 3                               |                                 |                                 |
| 57                              | UZB Ranohon Amanova             | 2:07.45                         | 4                               | 4                               |                                 |                                 |
| 58                              | ZIM Nicole Horn                 | 2:07.52                         | 4                               | 7                               |                                 |                                 |
| 59                              | MAS Cai Lin Khoo                | 2:07.53                         | 6                               | 2                               |                                 |                                 |
| 60                              | TPE ShengYo Ting                | 2:08.31                         | 5                               | 8                               |                                 |                                 |
| 61                              | LTU Aiste Dobrovolskaite        | 2:08.47                         | 5                               | 0                               |                                 |                                 |
| 62                              | CHI Raffaella Rodoni Palma      | 2:09.20                         | 4                               | 5                               |                                 |                                 |
| 63                              | PER Andrea Cedron               | 2:09.54                         | 4                               | 2                               |                                 |                                 |
| 64                              | ALB Sara Abdullahu              | 2:10.04                         | 3                               | 7                               |                                 |                                 |
| 65                              | SUR Chinyere Pigot              | 2:10.14                         | 3                               | 0                               |                                 |                                 |
| 66                              | SEY Shannon Austin              | 2:11.34                         | 2                               | 5                               |                                 |                                 |
| 67                              | PER Daniela K. Miyahara Coello  | 2:11.47                         | 4                               | 6                               |                                 |                                 |
| 68                              | BOL Karen M. Torrez Guzman      | 2:11.60                         | 2                               | 4                               |                                 |                                 |
| 69                              | MAC Man Wai Fong                | 2:12.52                         | 4                               | 0                               |                                 |                                 |
| 70                              | IND Talasha Prabhu              | 2:12.57                         | 2                               | 1                               |                                 |                                 |
| 71                              | LIB Nibal Yamout                | 2:12.68                         | 4                               | 9                               |                                 |                                 |
| 72                              | JOR Miriam Hatamleh             | 2:13.64                         | 3                               | 4                               |                                 |                                 |
| 73                              | MLT Talisa Pace                 | 2:14.08                         | 3                               | 6                               |                                 |                                 |
| 74                              | SYR Diana Al Zamel              | 2:15.27                         | 3                               | 8                               |                                 |                                 |
| 75                              | VIE Thanh Vy Vo Thi             | 2:15.71                         | 4                               | 8                               |                                 |                                 |
| 76                              | HON Sharon P. Fajardo Sierra    | 2:15.76                         | 2                               | 7                               |                                 |                                 |
| 77                              | TAH Noelyn Faussane             | 2:15.87                         | 2                               | 2                               |                                 |                                 |
| 78                              | HON Karen Vilorio               | 2:16.39                         | 2                               | 9                               |                                 |                                 |
| 79                              | GRN Ayesha Noel                 | 2:16.92                         | 2                               | 3                               |                                 |                                 |
| 80                              | KEN Pina Ercolano               | 2:18.12                         | 1                               | 5                               |                                 |                                 |
| 81                              | DOM Nicole Huerta               | 2:18.24                         | 2                               | 0                               |                                 |                                 |
| 82                              | MRI Adeline MeiLi Tin Hon Ko    | 2:18.83                         | 2                               | 8                               |                                 |                                 |
| 83                              | MAC Lok In Che                  | 2:19.04                         | 3                               | 9                               |                                 |                                 |
| 84                              | KEN Sylvia Brunlehner           | 2:19.20                         | 1                               | 3                               |                                 |                                 |
| 85                              | ARU Ashley Bransford            | 2:19.31                         | 3                               | 5                               |                                 |                                 |
| 86                              | FIJ Tieri Erasito               | 2:23.93                         | 1                               | 6                               |                                 |                                 |
| 87                              | ZAM Danielle Bernadine Findlay  | 2:24.45                         | 1                               | 2                               |                                 |                                 |
| 88                              | FIJ Cheyenne Rova               | 2:27.63                         | 1                               | 7                               |                                 |                                 |
| 89                              | PAK Mahnoor Maqsood             | 2:32.58                         | 1                               | 1                               |                                 |                                 |
| 90                              | PLW Maria Gibbons               | 2:32.72                         | 1                               | 0                               |                                 |                                 |
| 91                              | PLW Osisang Chilton             | 2:33.88                         | 1                               | 8                               |                                 |                                 |

### Semifinal
Estes são os resultados das semifinais:
| Pos. | Atleta                  | Bateria | Raia | Tempo   | Notas              |
| ---- | ----------------------- | ------- | ---- | ------- | ------------------ |
| 1    | ITA Federica Pellegrini | 1       | 3    | 1:53.67 | Recorde mundial    |
| 2    | USA Dana Vollmer        | 2       | 4    | 1:55.29 | Recorde da América |
| 3    | GBR Joanne Jackson      | 2       | 5    | 1:55.54 | Recorde nacional   |
| 4    | USA Allison Schmitt     | 1       | 4    | 1:56.11 |                    |
| 5    | CHN Yu Yang             | 1       | 7    | 1:56.19 |                    |
| 6    | HUN Agnes Mutina        | 1       | 5    | 1:56.47 |                    |
| 7    | HUN Evelyn Verraszto    | 1       | 2    | 1:56.51 |                    |
| 8    | CHN Jiaying Pang        | 2       | 1    | 1:56.58 |                    |
| 9    | GBR Caitlin Mcclatchey  | 2       | 2    | 1:56.62 |                    |
| 10   | FRA Coralie Balmy       | 2       | 6    | 1:56.79 |                    |
| 11   | NED Frederike Heemskerk | 2       | 7    | 1:56.86 |                    |
| 12   | NED Inge Dekker         | 1       | 6    | 1:57.00 |                    |
| 13   | SLO Sara Isakovic       | 2       | 3    | 1:57.04 |                    |
| 14   | AUS Ellen Fullerton     | 2       | 8    | 1:57.43 |                    |
| 15   | RUS Elena Sokolova      | 1       | 8    | 1:57.96 |                    |
| 16   | AUS Stephanie Rice      | 1       | 1    | 1:58.33 |                    |

### Final
Estes são os resultados da final:
| Pos.              | Atleta                  | Raia | Tempo   | Notas              |
| ----------------- | ----------------------- | ---- | ------- | ------------------ |
| Medalha de ouro   | ITA Federica Pellegrini | 4    | 1:52.98 | Recorde mundial    |
| Medalha de prata  | USA Allison Schmitt     | 6    | 1:54.96 | Recorde da América |
| Medalha de bronze | USA Dana Vollmer        | 5    | 1:55.64 |                    |
| 4                 | GBR Joanne Jackson      | 3    | 1:55.88 |                    |
| 5                 | CHN Yu Yang             | 2    | 1:56.28 |                    |
| 6                 | CHN Jiaying Pang        | 8    | 1:56.47 |                    |
| 7                 | HUN Agnes Mutina        | 7    | 1:56.70 |                    |
| 8                 | HUN Evelyn Verraszto    | 1    | 1:57.50 |                    |

## Novos recordes
| Tipo                  | Atleta              | Tempo   | Local | Data                | Ref |
| --------------------- | ------------------- | ------- | ----- | ------------------- | --- |
|                       | Federica Pellegrini | 1:52.98 | Roma  | 29 de julho de 2009 | ver |
| Recorde do campeonato | Federica Pellegrini | 1:52.98 | Roma  | 29 de julho de 2009 | ver |

Legenda
| Recorde mundial       | Recorde mundial (World record)               |                       | Recorde africano                      | Recorde africano (African) |                                           | Q | Classificado por posição (Qualified) |
| Recorde do campeonato | Recorde do campeonato (Championship record)  | Recorde da América    | Recorde da América (Americas)         | q                          | Classificado por melhor tempo (Qualified) |   |                                      |
| Melhor marca do ano   | Melhor marca do ano (World leading)          | Recorde asiático      | Recorde asiático (Asian)              | DNS                        | Não largou (Did not start)                |   |                                      |
| Recorde nacional      | Recorde nacional (National record)           | Recorde europeu       | Recorde europeu (European)            | DNF                        | Não terminou (Did not finish)             |   |                                      |
| Recorde pessoal       | Recorde pessoal do atleta (Personal best)    | Recorde da Oceania    | Recorde da Oceania (Oceania)          | DSQ / DQ                   | Desclassificado (Disqualified)            |   |                                      |
| Recorde da temporada  | Recorde da temporada do atleta (Season best) | Recorde sul-americano | Recorde sul-americano (South America) | NM                         | Sem marca (No mark)                       |   |                                      |